# Брда имају очи 2 (филм из 1984)
Брда имају очи 2 (енгл. The Hills Have Eyes Part II) је амерички хорор филм из 1984. режисера Веса Крејвена, са Џејнус Блит, Тамаром Стафорд, Кевином Спиртасом, Мајклом Бериманом и Робертом Хјустоном у главним улогама. Представља наставак филма из 1977, а 2007. је снимљен римејк под истим именом, такође у режији Крејвена.
Џејнус Блит се вратила у улогу Руби из претходног дела, Роберт Хаустон у улогу Бобија Картера, Мајкл Беримен у улогу Плутона, пас Звер такође поново има једну од водећих улога, а Сузан Лејнер, Мартин Спир, Вирџинија Винсент, Џејмс Витворт и Бренда Мариноф се приказују кроз флешбекове из претходног филма.
И поред тога што се већина глумаца вратило, бар за камео или флешбек улогу, а и режисер је остао исти, овај филм је добио далеко лошије критике и публике и критичара у односу на оригинални филм.

## Радња
8 година након догађаја из претходног филма, Боби Картер, један од преживелих, треба да се врати у пустињу због мотоцикличких трка, као вођа пута, али не може да победи страх. Уместо њега с мотоциклистима одлази Руби, једна од некадашњих чланова породице канибала, која је сада Бобијева жена и променила је име у Рејчел. Да би стигли на време скрећу с главног пута, а Руби се врло брзо сусреће са својим братом Плутоном. Испоставило се да је Плутон преживео напад пса у претходном и да са стрицом Секачем поново напада људе.
На крају пас Звер дефинитивно убија Плутона, гурнувши га с велике висине, док Рој и Кес спаљују Секача. Рој, Кес и Звер преживљавају, напуштајући пустињу, док Рубина судбина остаје неразјашњена до краја, јер је последњи пут приказано како се онесвестила и пала, а до краја је нико не проналази ни живу ни мртву. Већина гладалаца ипак сматра да је Руби, као главни лик успела да преживи и сама оде из пустиње, док је Вес Крејвен једном приликом рекао да публици препушта да процени шта се десило с њом.

## Улоге
| Глумац            | Улога                   |
| ----------------- | ----------------------- |
| Џејнус Блит       | Руби/Рејчел             |
| пас Стрикер       | Звер                    |
| Тамара Стефорд    | Кес                     |
| Кевин Спиртас     | Рој                     |
| Џон Блум          | Секач                   |
| Мајкл Бериман     | Плутон                  |
| Колин Рилеј       | Џејн                    |
| Роберт Хјустон    | Боби Картер             |
| Пени Џонсон       | Су                      |
| Џон Лауглинг      | Халк                    |
| Вилард Пуг        | Фостер                  |
| Питер Фречет      | Хари                    |
| Едит Фелоус       | гђа Вилсон              |
| Сузан Лејнер      | Бренда Картер (флешбек) |
| Вирџинија Винсент | Етел Картер (флешбек)   |
| Мартин Спир       | Даг Вуд (флешбек)       |
| Бренда Мариноф    | беба Кети Вуд (флешбек) |

## Занимљивости
Филм је познат по томе што је једини у историји, у ком пас има флешбек сцену. Разлог за то је што је Вес Крејвен почео да снима филм пре свог најпознатијег филма Страве у Улици брестова, али није га завршио. Пошто је Страва уУлици брестова доживела огроман успех, продуценти су од њега тражили да што пре заврши Брда имају очи 2, додајући флешбек сцене из претходног филма. То пожуривање Веса од стране продуцената је један од највећих разлога што је филм доживео велики неуспех, а главни лик остао без јасне судбине.